# Octane (album)
Octane è un album del gruppo neoprogressive statunitense Spock's Beard.

## Tracce

### Disco 1
1. "A Flash Before My Eyes" – 31:12
  - The Ballet of the Impact (Dave Meros, John Boegehold) – 5:34
    1. Prelude to the Past
    2. The Ultimate Quiet
    3. A Blizzard of My Memories

  - I Wouldn't Let It Go (Alan Morse, Boegehold) – 4:53
  - Surfing Down the Avalanche (Nick D'Virgilio, Meros, Boegehold) – 3:43
  - She Is Everything (Meros, Boegehold) – 6:46
    1. Strange What You Remember
    2. Words of Forever

  - Climbing Up That Hill (Meros, Boegehold) – 3:31
  - Letting Go (Ryo Okumoto) – 1:52
  - Of the Beauty of It All (Meros, Boegehold) – 4:53
    1. If I Could Paint a Picture
    2. Into the Great Unknowable
2. "NWC" (D'Virgilio) – 4:16
3. "There Was a Time" (Morse, Boegehold) – 4:58
4. "The Planet's Hum" (D'Virgilio, Morse, Stan Ausmus) – 4:42
5. "Watching the Tide" (D'Virgilio) – 5:07
6. "As Long As We Ride" (D'Virgilio, Morse, Boegehold) – 5:34

### Disco 2 (Special Edition Bonus Disc)
1. "When She's Gone" (D'Virgilio, Meros, Boegehold) – 5:41
2. "Follow Me to Sleep" (D'Virgilio, Boegehold) – 5:39
3. "Game Face" (D'Virgilio, Okumoto) – 4:10
4. "Broken Promise Land" (Morse, Boegehold) – 4:45
5. "Listening to the Sky" (Okumoto) – 3:08

Extras from "A Flash Before My Eyes"
1. "Someday I'll Be Found" (string quartet, Flash #2) – 1:04
2. "I Was Never Lost" (background vocals, Flash #2) – 1:09
3. "Paint Me a Picture" (pipe organ outtake from Flash) – 1:29

Video
1. "The Formulation of Octane"

## Formazione
- Nick D'Virgilio – voce, batteria, percussioni, chitarra
- Alan Morse – chitarra elettrica, cori
- Dave Meros – basso, cori
- Ryo Okumoto – tastiera, cori
- Stan Ausmus – testi
- John Boegehold – testi